# Курт Гасе
Курт Гасе (нім. Kurt Hasse, 7 лютого 1907 — 9 січня 1944) — німецький вершник.
Олімпійський чемпіон 1936 (індивідуальний конкур), 1936 (командний конкур) років.